# Гарленд (Арканзас)
Гарленд (англ. Garland) — город, расположенный в округе Миллер (штат Арканзас, США) с населением в 352 человека по статистическим данным переписи 2000 года.

## География
По данным Бюро переписи населения США Гарленд имеет общую площадь в 2,07 квадратных километров, водных ресурсов в черте населённого пункта не имеется.
Город Гарленд расположен на высоте 69 метров над уровнем моря.

## Демография
По данным переписи населения 2000 года в Гарленде проживало 352 человека, 88 семей, насчитывалось 133 домашних хозяйств и 164 жилых дома. Средняя плотность населения составляла около 167,6 человека на один квадратный километр. Расовый состав Гарленда по данным переписи распределился следующим образом: 27,84 % белых, 69,89 % — чёрных или афроамериканцев, 0,28 % — коренных американцев, 0,28 % — азиатов, 1,70 % — представителей смешанных рас.
Испаноговорящие составили 0,57 % от всех жителей города.
Из 133 домашних хозяйств в 25,6 % — воспитывали детей в возрасте до 18 лет, 35,3 % представляли собой совместно проживающие супружеские пары, в 23,3 % семей женщины проживали без мужей, 33,1 % не имели семей. 29,3 % от общего числа семей на момент переписи жили самостоятельно, при этом 13,5 % составили одинокие пожилые люди в возрасте 65 лет и старше. Средний размер домашнего хозяйства составил 2,65 человек, а средний размер семьи — 3,24 человек.
Население города по возрастному диапазону по данным переписи 2000 года распределилось следующим образом: 25,6 % — жители младше 18 лет, 9,1 % — между 18 и 24 годами, 25,0 % — от 25 до 44 лет, 26,4 % — от 45 до 64 лет и 13,9 % — в возрасте 65 лет и старше. Средний возраст жителей составил 38 лет. На каждые 100 женщин в Гарленде приходилось 92,3 мужчин, при этом на каждые сто женщин 18 лет и старше приходилось 87,1 мужчин также старше 18 лет.
Средний доход на одно домашнее хозяйство в городе составил 17 500 долларов США, а средний доход на одну семью — 20 625 долларов. При этом мужчины имели средний доход в 24 375 долларов США в год против 15 000 долларов среднегодового дохода у женщин. Доход на душу населения в городе составил 9292 доллара в год. 37,6 % от всего числа семей в населённом пункте и 44,7 % от всей численности населения находилось на момент переписи населения за чертой бедности, при этом 62,5 % из них были моложе 18 лет и 38,9 % — в возрасте 65 лет и старше.